# Chacogors
Chacogors (Rhynchospiza strigiceps) is een vogelsoort uit de familie Amerikaanse gorzen (Passerellidae).

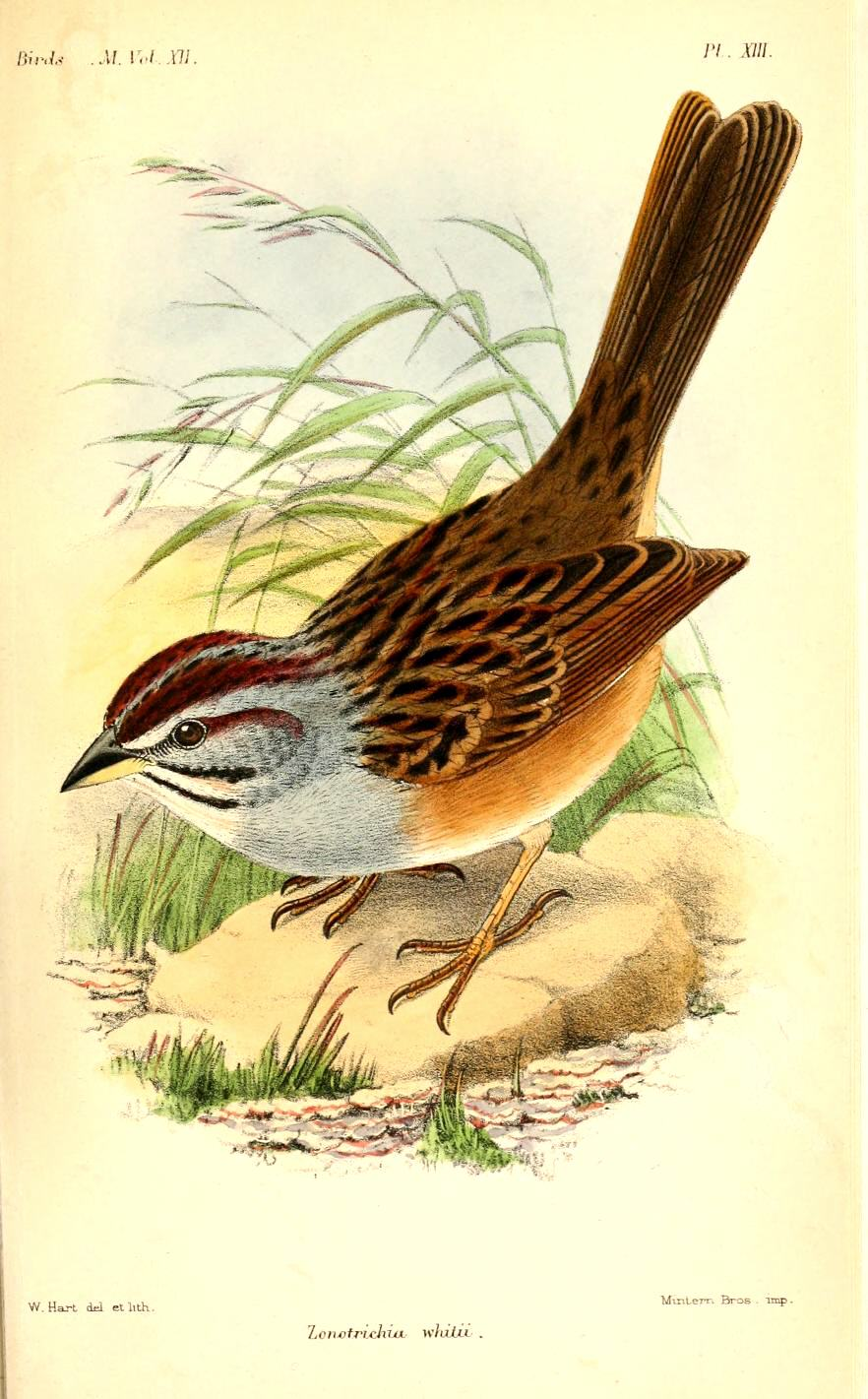

## Verspreiding en leefgebied
Deze soort komt voor in het zuidelijke deel van Midden-Paraguay tot het noordelijke deel van Midden-Argentinië.